# 澳門行政會委員列表
澳門行政會是協助澳門特別行政區行政長官決策的機構。根據《中華人民共和國澳門特別行政區基本法》，行政會委員的人數為七至十一人，由行政長官從政府主要官員、立法會議員和社會人士中委任。行政會委員的任期為五年，但不得超過委任他的行政長官的任期。而從主要官員及立法會議員中委任的委員的任期則與其本身的任期相同。
行政會會議由行政長官召集及主持，每月至少舉行一次。會議必須有過半數行政會委員出席，且以不公開形式進行。行政長官認為必要時可邀請有關人士列席會議。除人事任免、紀律制裁和緊急情況下採取的措施外，行政長官在作出重要決策、向立法會提交法案、制定行政法規和解散立法會前，須徵詢行政會的意見。行政長官如不採納行政會多數委員的意見，應將具體理由記錄在案。
以下列出所有曾任澳門行政會成員的人士。以下的歷史紀錄僅指1999年12月20日後設立的澳門行政會而不包括過往殖民地時期的諮詢會。

## 行政會成員

### 第一屆
陳麗敏、譚伯源、張國華、崔世安、歐文龍、吳榮恪、唐志堅、梁慶庭、廖澤雲、馬有禮
- 行政會發言人：唐志堅[2]

### 第二屆
陳麗敏、唐志堅、梁慶庭、廖澤雲、馬有禮、賀一誠 （至2009年10月20日）、歐安利、鄭志強、林香生、梁維特
- 行政會發言人：唐志堅
- 行政會秘書長：何永安（2003年2月19日起）[4][5]

### 第三屆
陳麗敏、梁慶庭、廖澤雲、馬有禮、歐安利、鄭志強、梁維特、陳明金、何雪卿、黃如楷、林金城（2013年10月31日起）
- 行政會發言人：梁慶庭（2011年8月9日起）[7]
- 行政會秘書長：柯嵐[8][9]

### 第四屆
陳海帆、梁慶庭、廖澤雲、馬有禮、歐安利、鄭志強、陳明金、何雪卿、黃如楷、林金城、陳澤武
- 行政會發言人：梁慶庭[11]
- 行政會秘書長：柯嵐[12]

### 第五屆（現屆）
張永春、歐安利、林金城、陳澤武、馬志毅、李從正、陳家良、邱庭彪、楊道匡、張宗真、周永豪
- 行政會發言人：張永春[14]
- 行政會秘書長：許麗芳[15]